# Indica
Indica — фінський музичний гурт, заснований в Гельсінкі у 2001 році, який грає в стилі поп-року з елементами готик-рок музики. У 2003 році гурт привернув до себе увагу Яні Ялонена з Sony BMG. Дебютний альбом Ikuinen virta вийшов у 2004 році і став платиновим в Фінляндії. Indica підтримували Nightwish під час їх скандинавського туру 2007 року, в якому вони виконували англійські версії своїх пісень. Туомас Голопайнен з Nightwish продюсував їх альбом Valoissa. Також Indica виступали в другій частині туру Nightwish — Dark Passion Play разом з Pain.

## Історія
Йоганна Саломаа, Гейні, Сіркку, Єнні і Лаура заснували Indica у 2001 році. До цього дівчата проводили своє дитинство в оточенні класичної музики, а також встигли пограти в декількох музичних гуртах. В грудні 2002 року Indica підписали контракт на управління з Пітером Кок'юсчіном, а у 2003 році підписали контракт з лейблом SonyMusic, і почали роботу над своїм дебютним альбомом.
Музику та слова Indica пише харизматична Йоганна Саломаа, яка почала свою кар'єру композитора, навіть раніше, ніж вона пішла в школу. Йоганна пояснила, що для неї, найбільший надихаючим джерелом для написання музики є музика з фільмів. Тексти випливають з її власного життя, життя її друзів, а також зі снів. Indica відомі своїми грайливими і живими виступами на сцені, а також самобутньою музикою.

## Склад
- Йоганна «Йонсу» Саломаа — вокал, скрипка, гітара, клавішні
- Гейні — бас-гітара, бек-вокал
- Сіркку — клавішні, кларнет, бек-вокал
- Єнні — гітара, бек-вокал
- Лаура — ударні

## Дискографія

### Студійні альбоми
| Рік                         | Назва                                                                                       | Найвища позиція в чартах | Найвища позиція в чартах | Найвища позиція в чартах | Найвища позиція в чартах | Найвища позиція в чартах | Найвища позиція в чартах | Статус альбому                                             |
| Рік                         | Назва                                                                                       | DEU                      | FIN                      | AUT                      | CHE                      | FRA                      | GRE                      | Статус альбому                                             |
| --------------------------- | ------------------------------------------------------------------------------------------- | ------------------------ | ------------------------ | ------------------------ | ------------------------ | ------------------------ | ------------------------ | ---------------------------------------------------------- |
| 2004                        | Ikuinen virta (Вічний потік) - Дата виходу: 16 серпня 2004 - Лейбл: Sony BMG Finland        | —                        | 4                        | —                        | —                        | —                        | —                        | - Фінляндія: Золотий альбом - Фінляндія: Платиновий альбом |
| 2005                        | Tuuliset tienoot (Вітряні простори) - Дата виходу: 26 жовтня 2005 - Лейбл: Sony BMG Finland | —                        | 12                       | —                        | —                        | —                        | —                        | - Фінляндія: Золотий альбом                                |
| 2007                        | Kadonnut puutarha (Загублений сад) - Дата виходу: 21 березня 2007 - Лейбл: Sony BMG Finland | —                        | 8                        | —                        | —                        | —                        | —                        |                                                            |
| 2008                        | Valoissa (Серед світла) - Дата виходу: 17 вересня 2008 - Лейбл: Sony BMG Finland            | —                        | 3                        | —                        | —                        | —                        | —                        |                                                            |
| 2010                        | A Way Away - Дата виходу: 2 червня 2010 - Лейбл: Nuclear Blast                              | 20                       | 8                        | 52                       | 32                       | 185                      | 45                       |                                                            |
| 2014                        | Shine - Дата виходу: 24 січня 2014 - Лейбл: Nuclear Blast                                   | 99                       |                          |                          |                          |                          |                          |                                                            |
| 2014                        | Akvaario - Дата виходу: 24 січня 2014 - Лейбл: Suomen Musiikki                              |                          | 3                        |                          |                          |                          |                          |                                                            |
| «—» Альбом не був в чартах. |                                                                                             |                          |                          |                          |                          |                          |                          |                                                            |

### Збірники
- Pahinta tänään: Kokoelma (2009)

### Сингли
- «Scarlett» (26 березня 2004)
- «Ikuinen virta» (5 серпня 2004)
- «Vettä vasten» (23 березня 2005)
- «Ihmisen lento» — Promo (2005)
- «Vuorien taa» + «Nuorallatanssija» (19 жовтня 2005)
- «Pidä kädestä» — Promo (2005)
- «Niin tuleni teen» — Promo (2005)
- «Linnansa vanki» — Promo (2007)
- «Noita» — Promo (2007)
- «Ulkona» — Promo (2007)
- «Pahinta tänään» — Promo (8 травня 2008), інтернет-сингл (12 травня 2008)
- «Valoissa» (Серпень 2008)
- «10 h myöhässä» (14 листопада 2008)
- «Valokeilojen vampyyri» (Осінь 2009)
- «In Passing» (4 червня 2010)
- «Precious Dark» (Серпень 2010)
- «A Definite Maybe» (22 листопада 2013)
- «Älä kanna pelkoa» (29 листопада 2013)

### Відеокліпи
- «Scarlett» (2004)
- «Ikuinen virta» (2005)
- «Vuorien taa» (2006)
- «Pidä kädestä» (2006)
- «Linnansa vanki» (2007)
- «Pahinta tänään» (Весна 2008)
- «Valoissa» (Осінь 2008)
- «10 h myöhässä» (Різдво 2008)
- «Valokeilojen vampyyri» (Осінь 2009)
- «Straight and Arrow» (Зима 2009)
- «In Passing» (Березень 2010)
- «Islands of Light» (Червень 2010)
- «Precious Dark» (Серпень 2010)
- «Älä kanna pelkoa» (Грудень 2013)
- «Suunta on vain ylöspäin» (Березень 2014)

## Співпраця
- «Erämaan viimeinen» (Last of the Wilds) (Nightwish)
- «Sydänten tiellä» (Jonsu & Jukka Poika)
- «Bridge of Memories» (Jonsu & Pale Saarinen)